# Antoine François Desrues

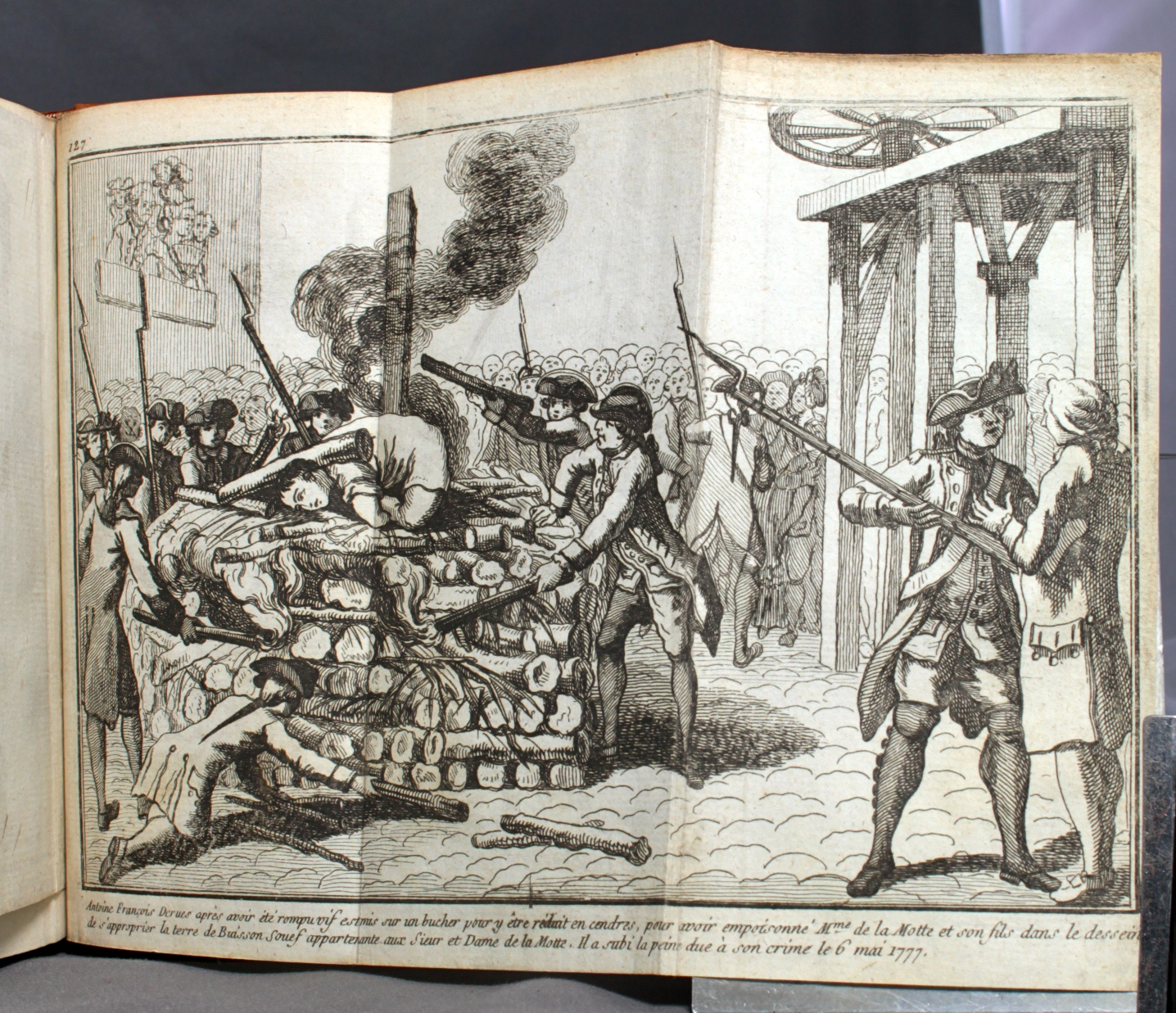
Ejecución de Desrues.

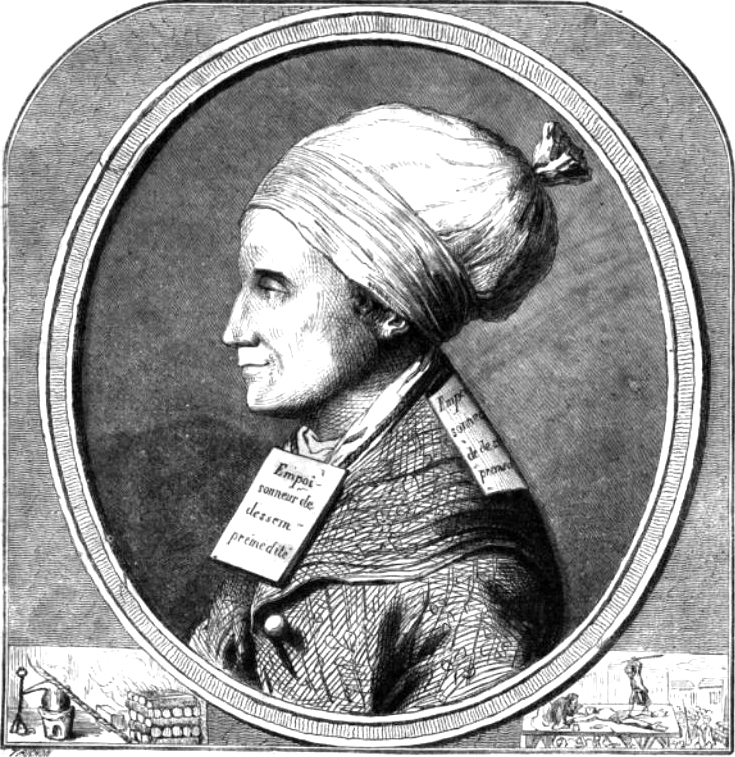
Antoine-François Desrues (1744-1777).

Antoine François Desrues (1744-1777) fue un asesino envenenador francés.
Nacido en Chartres de padres humildes, viajó a París en busca de fortuna, y allí comenzó su actividad como tendero. Fue un hombre conocido por su gran piedad y devoción, y su negocio obtuvo gran reputación, pero cuando en 1773 deja su tienda, a causa de sus derroches financieros personales, su situación se convierte en deplorable.
Aún en ese estado, llevó a cabo negociaciones con una señora de Motte para la compra de una finca. Cuando llegó el momento del pago, Desrues la invitó a permanecer con él en París, a la espera de la transferencia del dinero. Mientras, la envenena a ella y luego a su hijo de dieciséis años. Después, tras falsificar un recibo del dinero por la compra, asume el nombre aristocrático de Desrues de Bury, con el objetivo de obtener la posesión de la propiedad. 
La desaparición de la señora y su hijo había despertado sospechas. Desrues fue arrestado y los cuerpos de sus víctimas fueron descubiertos. Fue sentenciado a cadena perpetua, pero tras un intento de escapar, fue juzgado nuevamente y condenado a ser mutilado y quemado vivo. Condenado a muerte su ejecución se llevó a cabo en París en 1777, a pesar de que Desrues proclamó su inocencia hasta el último momento. Su muerte abrió un extenso debate, en relación con las maneras del Antiguo Régimen en contraposición a aquellas que emanaban del periodo revolucionario, con Balzac, Hugo, y Dumas entre los participantes. En 1828 se realizó una representación dramática del hecho en París.